# 勝利まで
『勝利まで』（原題：Jusqu'à la victoire (Méthodes de pensée et de travail de la révolution palestinienne)、「勝利まで （パレスティナ革命の思考と労働の諸方法）」の意）は、映画監督ジャン＝リュック・ゴダールとジャン＝ピエール・ゴランが「ジガ・ヴェルトフ集団」の名のもとに匿名で、1970年（昭和45年）に撮影し、完成しなかったフランスのドキュメンタリー・フィルムである。

## 概要
1970年（昭和45年）2月、『イタリアにおける闘争』の撮影を終了した「ジガ・ヴェルトフ集団」ことゴダールとゴラン、そして同集団に設立から参加しているカメラマンのアルマン・マルコらは、ヨルダンとパレスチナへ飛んだ。フィルムは、1968年（昭和43年）に発売され1977年（昭和52年）3月に製造中止したカラーネガティヴフィルム「コダック7254」を使用した。
本作製作に際して、「ジガ・ヴェルトフ集団」は、アラブ連盟から6,000米ドル（当時のレートで200万円）の製作費を得ている。最初の場面を撮ったすぐ後にパレスチナ解放機構のメンバーたちが殺されてしまい、意図するようには撮影を完遂することはできなかった。
同年4月には撮影を終え、帰国した。「ジガ・ヴェルトフ集団」の次作『ウラジミールとローザ』の撮影に入り、同年9月までにはその撮影を終えている。同月6日に、パレスチナ解放機構（PLO）の下部組織・パレスチナ解放人民戦線（PFLP）が「PFLP旅客機同時ハイジャック事件」を起こし、それを引き金としてヨルダン内戦が勃発している。『勝利まで』の編集は行なわれなかった。
同作の撮影済みフィルム断片は、「ジガ・ヴェルトフ集団」解散後の1974年（昭和49年）に、ゴダールとアンヌ＝マリー・ミエヴィルが共同監督した『ヒア & ゼア こことよそ』のアーカイヴ・フッテージとして使用され、『勝利まで』は再利用された形で日の目を見ることになる。

## スタッフ・キャスト
- 監督・脚本 : ジガ・ヴェルトフ集団（ジャン＝リュック・ゴダール、ジャン＝ピエール・ゴラン）
- 撮影監督 : アルマン・マルコ
- 出演 : パレスチナ解放機構ほか
- 製作 : ジガ・ヴェルトフ集団、アラブ連盟

## 関連事項
- ジャン＝リュック・ゴダール監督作品一覧
- en:List of motion picture film stocks#Fine Grain color negative films (1950–1964)

## 註
1. 1 2 3 4 5  Jean-Luc Godard: Documents, éditeur : Centre Georges Pompidou, Paris, 2006., p.132-133
2. ↑  コダック株式会社公式サイト内の記事「コダック映画用フィルムの変遷 - 1960-1979」の記述を参照。
3. ↑    Jane de Almeida, Opening cans of Campbell's soup, in Dziga Vertov Group book. ISBN 8598100056